# Klaus Pitter
Klaus Pitter (* 1947 in Timelkam, Oberösterreich) ist ein österreichischer Cartoonist und Illustrator.

## Leben und Werk
Klaus Pitter wuchs als Sohn des örtlichen Schuldirektors in Timelkam, in dessen Schule er geboren wurde, später in Seewalchen am Attersee, auf. Er studierte von 1968 bis 1972 Grafik in der Meisterklasse von Prof. Herbert an der Universität für angewandte Kunst und lebt seither in Wien.
Pitter arbeitet als freischaffender Cartoonist und Illustrator und veröffentlichte u. a. in den Zeitschriften Konsument, Trend, NEUES FORVM (unter Leitung von Günther Nenning),  kraut&rüben, dem Österreichischen Literaturforum, der Schweizer B-Post sowie den Zeitungen Kurier und Wirtschaftsblatt.
Daneben gestaltete er Jahre lang die österreichische Kinderzeitschrift Wunderwelt, illustrierte zahlreiche Schul- und Sachbücher, die Kinderbuch-Reihe Umweltspürnasen, etliche Bücher der Reihe rororo-tomate, sowie eine Kinder-Fernseh-Reihe für den ORF. Neben Büchern veröffentlicht er außerdem in unregelmäßigen Abständen die Zeitschrift „Kartoonfabrik“, für die er verantwortlich zeichnet.

## Veröffentlichungen eigener Werke
- Seid friedlich und wehret euch (Krüger, S. Fischer Verlag GmbH)
- Nervensegen (rororo 5479)
- Kindersägen (rororo 5834)
- Ich hab dich liiiieb! (rororo 12461)
- Müsli sucht Heidelbeere (rororo)
- Notstände
- Salat oder Leben
- Schnell-Bibel (gemeinsam mit Michael Korth/Eichborn)
- Ich schnurre heute nicht! (rororo 12853)